# Palikúr jezik
Palikúr jezik (ISO 639-3: plu; palicur, palijur, palikour), indijanski jezik aravačke porodice kojim govori oko 1 420 pripadnika istoimenog plemena Palikúr u graničnom području Brazila i Francuske Gijane. Većina od 920 govornika (2000 ISA) živi u brazilskoj federalnoj državi Amapá i 500 u Francuskoj Gijani uz istočnu granicu.
Klasificira se kao jedini predstavnik istočnoaravačkoj podskupini.

## Vanjske poveznice
- Ethnologue (14th)
- Ethnologue (15th)
- [neaktivna poveznica]